# Tadeusz Chorzelski

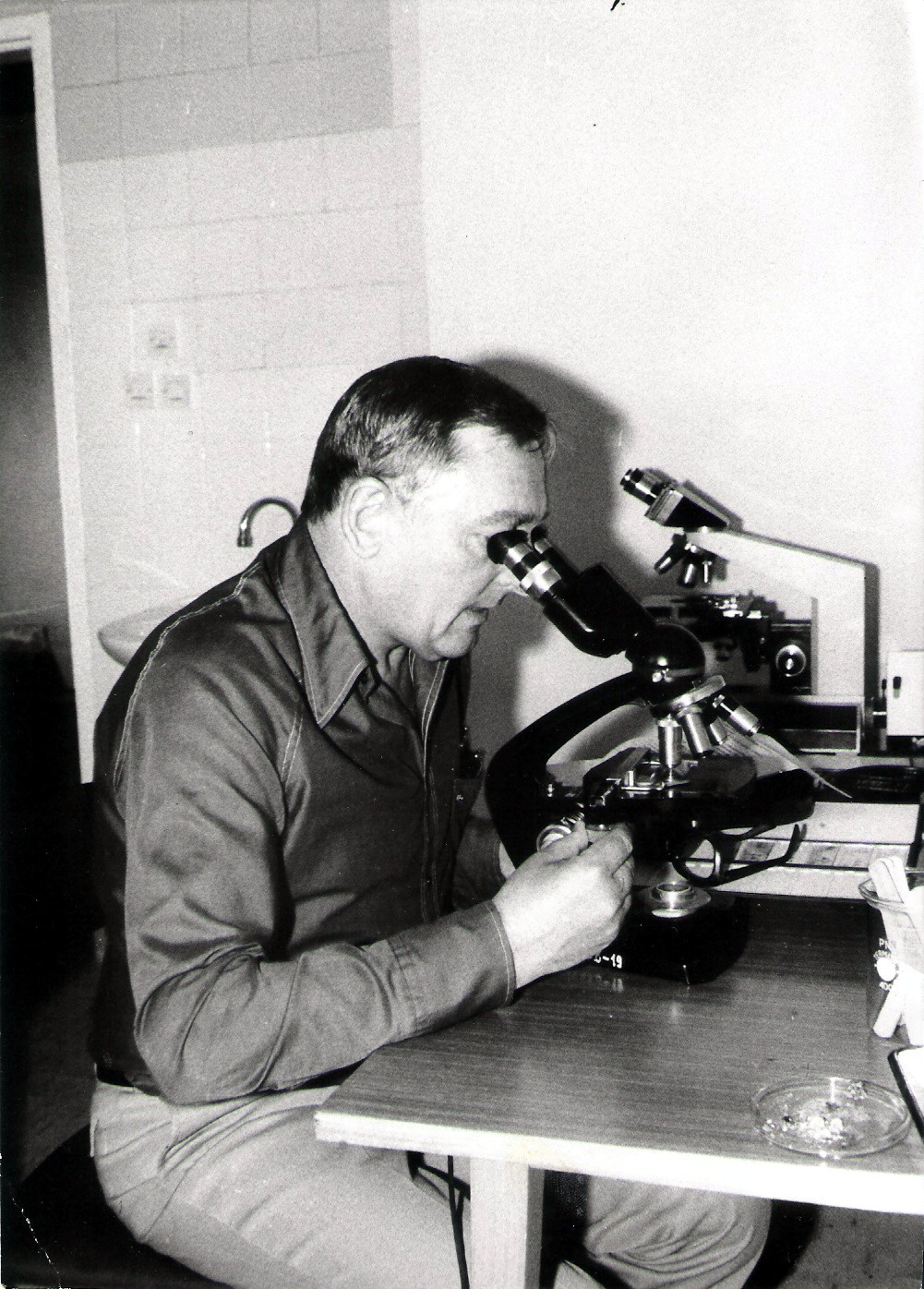
Tadeusz Chorzelski

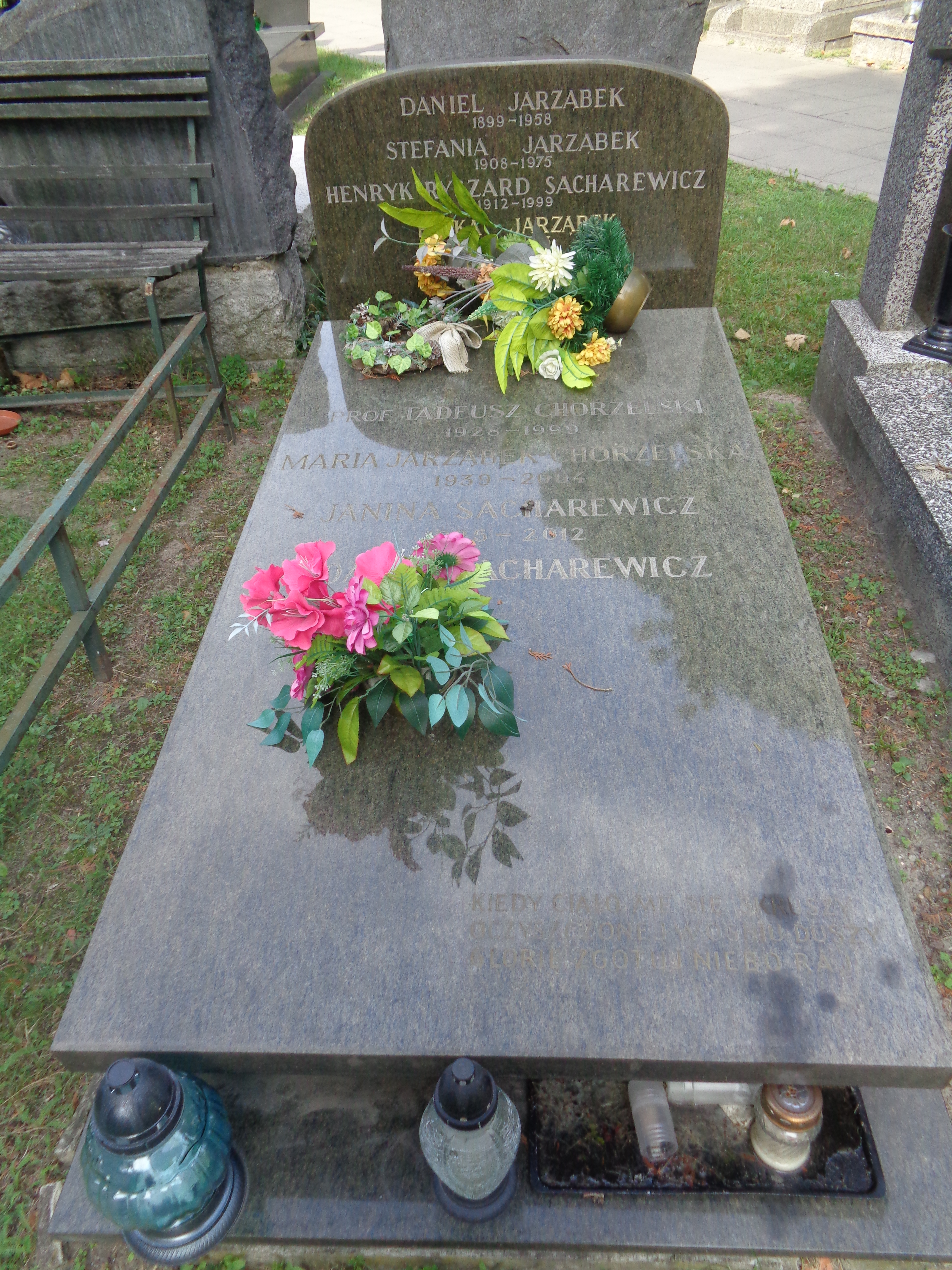
Grób na cmentarzu wojskowym na Powązkach

Tadeusz Chorzelski (ur. 21 maja 1928, zm. 21 stycznia 1999) – polski dermatolog, jeden z twórców immunodermatologii.

## Życiorys

### Młode lata
Urodzony w 1928 r. w Korycinie we wschodniej Polsce. Po wybuchu drugiej wojny światowej znalazł się w bardzo trudnej sytuacji, gdy zginął ojciec, a matka – bez zawodu – pozostała z dwojgiem dzieci. W tym okresie uczęszczał jednak do szkoły średniej.
Jako kilkunastoletni chłopak pracował w fabryce, a za zarobione pieniądze pobierał lekcje gry na skrzypcach. Później wstąpił do partyzantki i brał udział w powstaniu warszawskim, a jeszcze później mieszkał w Domu Dziecka w Sopocie – domu dla dzieci, których rodzice zginęli. Tam ukończył szkołę średnią i muzyczną, mając możliwość rozwoju swego talentu muzycznego, który oceniony został tak wysoko, że premier przyznał mu stypendium dla wybitnie uzdolnionej młodzieży.

### Wykształcenie i kariera zawodowa
Od 1949 r. był na studiach lekarskich w Akademii Medycznej w Warszawie, którą ukończył w 1954 r.
W 1954 rozpoczął pracę w Klinice Dermatologicznej Akademii Medycznej w Warszawie, a w 1959 r. uzyskał stypendium na wyjazd do Monachium, gdzie rozpoczął badania stanów rzekomonowotworowych. W czasie pobytu w Monachium opanował język niemiecki i angielski. W 1961 r. uzyskał stopień naukowy dr. med. na podstawie rozprawy „Badania nad powstawaniem konstytucjonalnej akantolizy”, w której wykazał, że genetyczna choroba Haileya jest wrodzoną skłonnością do odczynu akantolitycznego pod wpływem różnorodnych bodźców.
Okres zainteresowania histologią został zakończony w 1965 roku napisaniem wspólnie ze Stefanią Jabłońską podręcznika „Histopatologia skóry”.
W 1964 r. przebywał w Bostonie w Tufts University, gdzie pod wpływem W. Levera zainteresował się pęcherzycą i chorobami pęcherzowymi. Tam też, na Uniwersytecie Harvarda poznał Alberta Coonsa – twórcę immunopatologii, a w Buffalo zetknął się ze słynnym immunologiem E. Witebskim i Ernst Beutnerem – odkrywcą autoprzeciwciał pęcherzycy i pemfigoidu. Profesor Beutner, twórczy naukowiec również o artystycznej naturze, odważny w swoich oryginalnych myślach – był wspaniałym partnerem dla Tadeusza. Współpraca między nimi, trwająca przeszło 25 lat – zaowocowała wieloma pracami oraz kilkoma monografiami poświęconymi immunodermatologii.
Zorganizowana w 1965 r. Pracownia Immunopatologii w Klinice Dermatologicznej odznaczała się dużą aktywnością, co zaowocowało bardzo licznymi pracami naukowymi. W 1965 r. Tadeusz uzyskał stopień naukowy dr. habilitowanego na podstawie pracy immunologicznej „Badania nad zjawiskiem LE”. Tytuł profesora nadzwyczajnego uzyskał w 1977 r., a profesora zwyczajnego w 1985 r.

### Dorobek naukowy
Jego dorobek obejmuje przeszło 400 oryginalnych prac naukowych, w znacznej większości opublikowanych w prestiżowym piśmiennictwie anglosaskim, 5 monografii wydanych w USA, 28 rozdziałów do obcojęzycznych monografii w większości we współpracy z Ernstem Beutnerem, w dużej części w problemach dermatologicznych we współpracy ze Stefanią Jabłońską, częściowo z Marią Błaszczyk-Kostanecką, podręczniki polskie („Histopatologia skóry”, „Choroby skóry” oraz „Choroby weneryczne” z S. Jabłońską – 4 wydania, ostatnie w 1997 r.).
Monografie z dziedziny immunopatologii (amerykańskie wydania od 1972 do 1989 r.) stanowią referencyjne podręczniki immunodermatologii.
Najważniejsze osiągnięcia priorytetowe w dziedzinie immunopatologii dotyczą: – znaczenia przeciwciał pęcherzycowych w diagnostyce, rokowaniu i ocenie leczenia pęcherzycy, tj. wykazaniu zależności między poziomem przeciwciał a przebiegiem choroby; – czynny udział, łącznie z S. Jabłońską, w wyodrębnieniu LABD – linijnej IgA dermatozy pęcherzowej oraz opracowaniu metod jej leczenia; – Unikalnym osiągnięciem było wykrycie nowego markera immunologicznego celiakii i choroby Duhringa, któremu nadał nazwę IgAEmA. Są to przeciwciała endomysialne w glutenozależnej enteropatii, wykrywane prostą metodą immunofluorescencyjną.
Badania w tej dziedzinie, prowadzone wspólnie z gastrologami i pediatrami były przedmiotem licznych publikacji, 2 przewodów habilitacyjnych.
W Pracowni Immunopatologii wyszkolił znakomity zespół, w którym wyróżnia się prof. Maria Błaszczyk-Kostanecka i jego żona doc. Maria Jarząbek-Chorzelska, znawca immunofluorescencji, autorka wielu prac z tej dziedziny.

### Ostatnie lata
Cierpiał na stwardnienie zanikowe boczne. Jeszcze w czasie choroby pracował, wspomagany przez S. Jabłońską tak, że kilka prac ukazało się tuż przed jego śmiercią. 9 lutego 1999 r. został pochowany na Cmentarzu Wojskowym na Powązkach (kwatera G-13-8).

### Nagrody i wyróżnienia
Został wysoko oceniony przez immunologów polskich, czego wyrazem była prestiżowa nagroda sekretarza naukowego PAN w 1973 r. za stwierdzenie autoimmunologicznego mechanizmu chorób pęcherzowych, a także nagroda I stopnia Ministra Zdrowia za odkrycie przeciwciał endomysialnych. Szczególnym wyróżnieniem było honorowe członkostwo Towarzystw Dermatologicznych USA, Wielkiej Brytanii, Francji, Niemiec, Austrii, Meksyku i Norwegii.

## Wybrane prace
- The immunopathology of pemphigus and bullous pemphigoid, J Invest Dermatol. 1968 Aug;51(2):63-80.
- Herpetiform pemphigus, a variable pattern of pemphigus, Int J Dermatol. 1975;14(5):353-9.
- Desmoglein 1 and desmoglein 3 are the target autoantigens in herpetiform pemphigus. Arch Dermatol. 1999;135(8):943-7.
Immunologie phenomena in herpes gestationis, Arch Dermatol Forsch. 1975;252(4):267-74.
- Diagnostic significance of the immunofluorescent pattern in dermatitis herpetiformis. Int J Dermatol. 1975;14(6):429-36.
Immunofluorescence studies in the diagnosis of dermatitis herpetiformis and its differentiation from bullous pemphigoid, J Invest Dermatol. 1971;56(5):373-80.
- IgA linear dermatosis of childhood (chronic bullous disease of childhood). Br J Dermatol. 1979;101(5):535-42.
- Evolving concept of IgA linear dermatosis. Semin Dermatol. 1988;7(3):225-32. Review.
- IgA anti-endomysium antibody. A new immunological marker of dermatitis herpetiformis and coeliacdisease, BrJ Dermatol. 1984; 111(4):395-402.
- IgA class endomysium antibodies in dermatitis herpetiformis and coeliac disease. Ann N Y Acad Sei 1983, pp. 325-334.
- Tissue transglutaminase and endomysial antibodies-diagnostic markers of gluten-sensitive enteropathy indermatitis herpetiformis, Clin Immunol.2001;98(3):378-82.